# Slot van Peelland
Het Slot van Peelland is een negentiende-eeuwse fantasienaam voor het Klein Kasteel te Deurne in Noord-Brabant.

## Ontstaan
De naam werd bijna twee eeuwen geleden door historicus Adriaan Brock bedacht als foutieve interpretatie van een tekst van Jan Baptist Grammaye. De naam heeft evenwel slechts als curiositeit enige waarde. In de vele historische bronnen met betrekking tot dit kasteel wordt deze naam ook niet genoemd. De later opgedoken (en hiermee samenhangende) mening dat het Klein Kasteel het poortgebouw van een nog groter slot geweest zou zijn, kan eveneens naar het rijk der fabelen worden verwezen.
Ondanks de duidelijke historische bewijzen tegen het Slot van Peelland, duikt de naam nog altijd op officiële websites en in literatuur op. Na publicatie van de naam door Brock en door Abraham Jacob van der Aa, voor wie Brock informant was, werd de naam ruim een eeuw niet gebruikt. Pas in de tweede helft van de 20e eeuw duikt de naam weer op in overzichtswerken van Brabantse kastelen, veelal met een toeristisch oogmerk, al is onduidelijk wie hiervoor de aanzet heeft gegeven. Slechts een enkele maal komt de naam voor in werken die de pretentie hebben wetenschappelijke kwaliteit te dragen, doorgaans als gevolg van het gebruik van niet-wetenschappelijke literatuur.

## Selectief voorkomen in de literatuur
Ondanks de hardnekkigheid waarmee in deze overzichtsliteratuur en daarvan afgeleide publicaties op internet aan de naam wordt vastgehouden, heeft de naam nooit wortel geschoten in de regio zelf en is de naam plaatselijk onbekend. Alhoewel de naam Slot van Peelland in zijn ontstaan overeenkomsten vertoont met de eveneens historisch foutieve benaming van Kasteel Radboud in Medemblik, heeft deze laatste naam de historische wél verdrongen. De naam Slot van Peelland is evenwel beperkt gebleven tot een bepaalde categorie van (toeristische) overzichtsliteratuur, en niet, zoals Kasteel Radboud, in wetenschappelijke literatuur of lokale (bronnen)studies terechtgekomen. Ook is de naam Slot van Peelland, zoals aangegeven, lokaal niet bekend geraakt. Een ander verschil is het feit dat de voortgaande mythevorming rondom het Slot van Peelland verder ging, en hier ook een veel groter kasteel bij werd voorgesteld dan het historische Klein Kasteel, dat slechts het poortgebouw zou zijn geweest.